# Tessmannia martiniana
Tessmannia martiniana är en ärtväxtart som beskrevs av Hermann August Theodor Harms. Tessmannia martiniana ingår i släktet Tessmannia och familjen ärtväxter. Inga underarter finns listade i Catalogue of Life.